# Torneo ATP de Dallas 2022
El Dallas Open 2022 fue un evento de tenis profesional de la categoría ATP 250 que se juega en pistas duras. Se trató de la 1.a edición del torneo que forma parte del ATP Tour 2022. Se disputó en Dallas, Estados Unidos del 7 al 13 de febrero de 2022 en el Styslinger/Altec Tennis Complex.

## Distribución de puntos
| Modalidad            | Campeón | Finalista | Semifinales | Cuartos de final | 2ª ronda | 1ª ronda | Clasificados | 2ª ronda de clasificación | 1ª ronda de clasificación |
| Individual masculino | 250     | 165       | 100         | 50               | 25       | 0        | 13           | 7                         | 0                         |
| Dobles masculino     | 250     | 150       | 90          | 45               | 20       | 0        | -            | -                         | -                         |

## Cabezas de serie

### Individuales masculino
| Tenista           | Ranking | Preclasificado |
| Taylor Fritz      | 20      | 1              |
| Reilly Opelka     | 24      | 2              |
| John Isner        | 28      | 3              |
| Jenson Brooksby   | 57      | 4              |
| Adrian Mannarino  | 58      | 5              |
| Maxime Cressy     | 59      | 6              |
| Marcos Giron      | 70      | 7              |
| Brandon Nakashima | 71      | 8              |

- Ranking del 31 de enero de 2022.[2]

### Dobles masculino
| Tenistas                                  | Ranking | Preclasificado |
| Marcelo Arévalo Jean-Julien Rojer         | 66      | 1              |
| Austin Krajicek Hugo Nys                  | 96      | 2              |
| Aleksandr Nedovyesov Aisam-ul-Haq Qureshi | 109     | 3              |
| Luke Saville John-Patrick Smith           | 122     | 4              |

## Campeones

### Individual masculino
Reilly Opelka venció a  Jenson Brooksby por 7-6(7-5), 7-6(7-3)

### Dobles masculino
Marcelo Arévalo /  Jean-Julien Rojer vencieron a  Lloyd Glasspool /  Harri Heliövaara por 7-6(7-4), 6-4